# 1869 en chimie
Cet article présente les faits marquants de l'année 1869 en chimie.

## Évènements
- 1er mars : le chimiste russe Dmitri Mendeleïev publie le premier tableau périodique des éléments moderne, comprenant les 66 éléments connus à cette époque organisés selon leur poids atomiques. L'étrangeté (et l'originalité) de ce tableau est sa capacité à prédire correctement certaines propriétés d'éléments encore inconnus[1],[2],[3].
- 17 juin : Thomas Andrews définit la notion de « point critique dans un mémoire lu devant la Royal Society intitulé Sur la continuité de l'état gazeux et liquide de la matière[4]. »
- Adolf von Baeyer et Adolph Emmerling (en) trouvent une méthode pour synthétiser l'indole[5], à l'issue de travaux sur le pigment indigo, une référence dans l'industrie de la chimie organique moderne, qui révolutionne l'industrie des colorants.
- 15 juin : l'inventeur américain John Wesley Hyatt dépose un brevet pour la pyroxyline (appelé celluloïd en 1872). L'année précédente, le britannique Daniel Spill (en), collaborateur de Parkes, avait fabriqué la « xylonite », une matière plastique à demi synthétique, en ajoutant du collodion à la parkesine[6]. Il intente un procès à Hyatt mais le perd.
- La règle de Markovnikov est formulée par le chimiste russe Vladimir Markovnikov[7],[8].

## Publications
- Dmitri Mendeleïev : Les Fondements de la chimie.
- Charles Adolphe Wurtz : Dictionnaire de chimie pure et appliquée, Hachette, Paris, 5 tomes, 1869-1874

## Prix
- Faraday Lectureship : Jean-Baptiste Dumas[9]

## Naissances
- 9 janvier[10] : Richard Abegg (mort en 1910), chimiste allemand.
- 14 mars[11] : Alphonse Seyewetz (mort en 1940), chimiste français.
- 3 septembre[12] : Fritz Pregl (mort en 1930), chimiste autrichien.
- 1er novembre[13] : Raphael Eduard Liesegang (mort en 1947), photographe et chimiste des colloïdes allemand.
- 7 novembre : Alfredo Salafia (mort en 1933), chimiste et embaumeur italien.
- 27 décembre[14] : Alwin Mittasch (mort en 1953), chimiste allemand.

## Décès
- 19 janvier[15] : Karl von Reichenbach (né en 1788), chimiste allemand.
- 14 mai : Charles Henri Schattenmann (né en 1785), industriel de la chimie, agronome et homme politique alsacien.
- 16 septembre[16] : Thomas Graham (né en 1805), chimiste écossais.